# Лука Джорджевич
Лука Джорджевич (серб. Luka Đorđević/Лука Ђорђевић, нар. 9 липня 1994, Будва) — чорногорський футболіст, нападник російського клубу «Сочі» та національної збірної Чорногорії.

## Клубна кар'єра
Народився 9 липня 1994 року в місті Будва. Вихованець футбольної школи клубу «Могрен». Дорослу футбольну кар'єру розпочав 2011 року в основній команді того ж клубу, в якій провів один сезон, взявши участь у 26 матчах чемпіонату. Більшість часу, проведеного у складі будвинського «Могрена», був основним гравцем атакувальної ланки команди. У складі будвинського «Могрена» був одним з головних бомбардирів команди, маючи середню результативність на рівні 0,38 голу за гру першості.
До складу клубу «Зеніт» приєднався 2012 року. Під час виступів за клуб був орендований багатьма клубами.
12 серпня 2019 року став гравцем московського «Локомотива». Дебютував 18 серпня 2019 року в гостьовому матчі 6 туру проти московського «Динамо» (1:2), вийшовши на заміну 78-й хвилині.
Сезон 2020/21 відіграв в оренді в тульському ««Арсеналі». 8 червня 2021 року контракт з «Локомотивом» був розірваний за згодою сторін.

## Виступи за збірні
У 2011 році дебютував у складі юнацької збірної Чорногорії, взяв участь у 9 іграх на юнацькому рівні, відзначившись 3 забитими голами.
Протягом 2011–2012 років залучався до складу молодіжної збірної Чорногорії. На молодіжному рівні зіграв у 2 офіційних матчах.
11 вересня 2012 року провів першу офіційну гру у складі національної збірної Чорногорії (перемога 6:0 в рамках відбору до чемпіонату світу 2014 року над збірною Мальти). Відзначив дебют у головній команді країни забитим голом.
| Дата            | Місто      | Господарі  | Результат | Гості      | Турнір            | Голи | Примітки |
| --------------- | ---------- | ---------- | --------- | ---------- | ----------------- | ---- | -------- |
| 11 вересня 2012 | Серравалле | Сан-Марино | 0 – 6     | Чорногорія | Відбір до ЧС 2014 | 1    | 66'      |
| Усього          |            | Матчів     | 1         |            | Голів             | 1    |          |

## Титули і досягнення
- Чемпіон Чорногорії (1):

«Могрен»: 2010–11
- Володар Суперкубка Росії (2):

«Зеніт»: 2015, 2016